# Coronavirus umano HKU1
Il coronavirus umano HKU1 (HCoV-HKU1) è una specie di virus originata da topi infetti, del genere Betacoronavirus, sottogenere Embecovirus, in quanto ha il gene dell'emoagglutinina esterasi (HE).
Nell'uomo, l'infezione provoca una malattia respiratoria superiore con i sintomi del raffreddore comune, ma può progredire fino a polmonite e bronchiolite.
È stato identificato per la prima volta nel gennaio 2005 in due pazienti a Hong Kong; ricerche successive hanno rivelato che ha una distribuzione globale e una genesi precedente.
Il coronavirus HKU1 è un virus a RNA a singolo filamento avvolto, a senso positivo, che entra nella sua cellula ospite legandosi al recettore dell'acido N-acetil-9-O-acetilneuraminico.